# Buxtehude Museum für Regionalgeschichte und Kunst

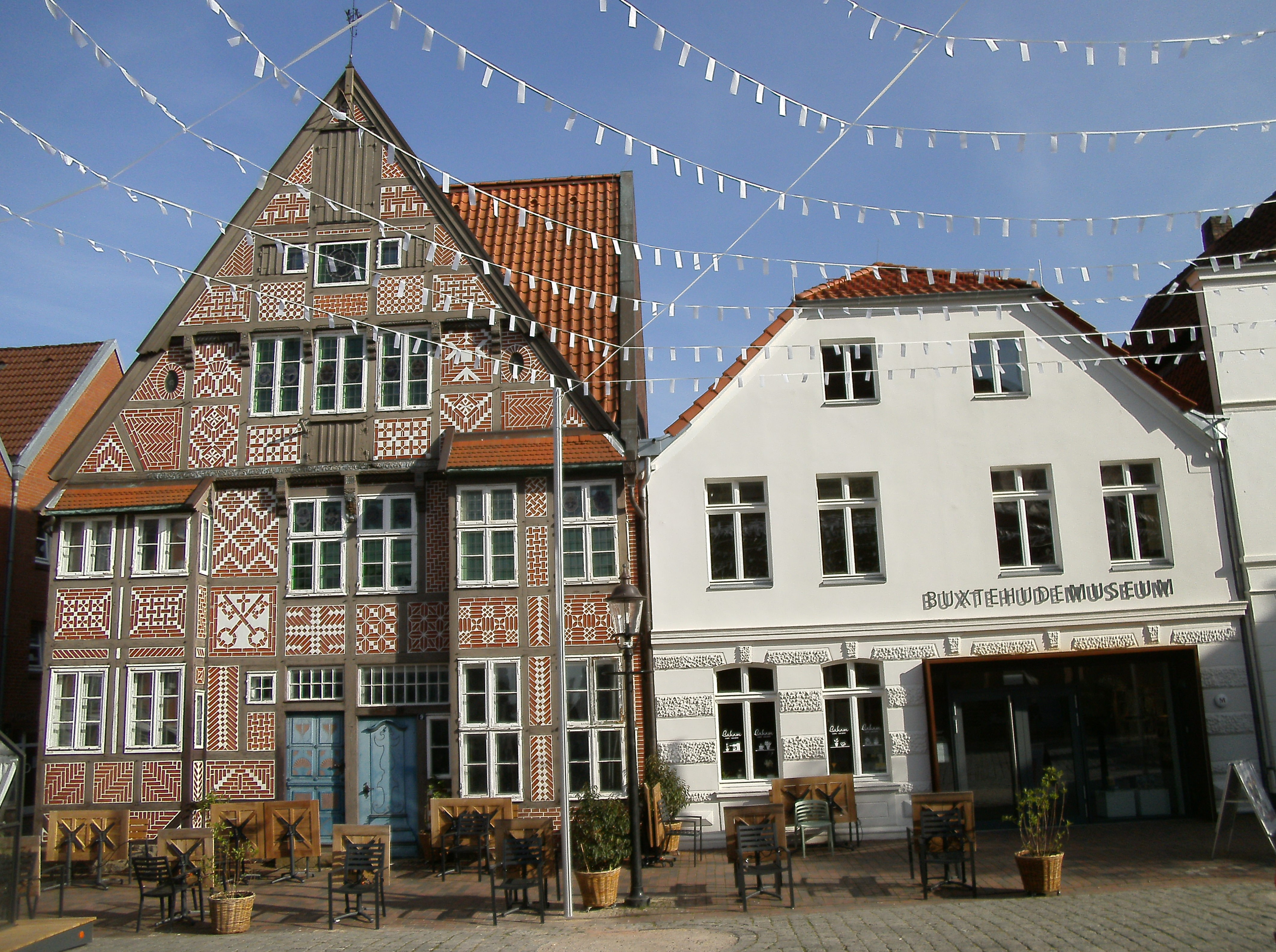
Buxtehude Museum für Regionalgeschichte und Kunst, St.-Petri-Platz 11. Altes Heimatmuseum von 1913 (li.) und neuer Haupteingang seit 2021 (re.)

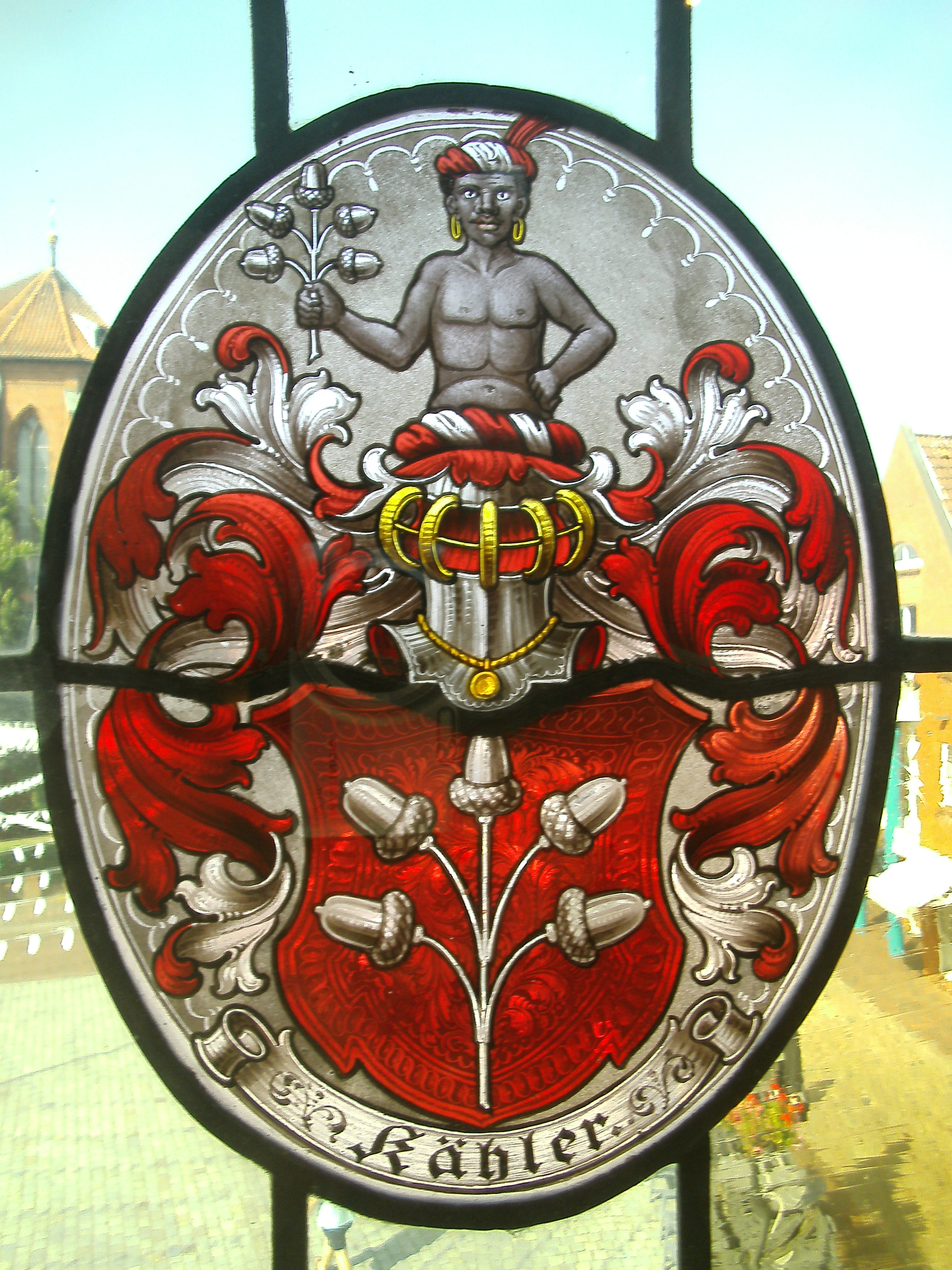
Glasmalerei im Dachgeschoss des Alten Heimatmuseums Buxtehude ("Wappen" des Seifenfabrikanten und Museumsstifters Julius Cäsar Kähler)

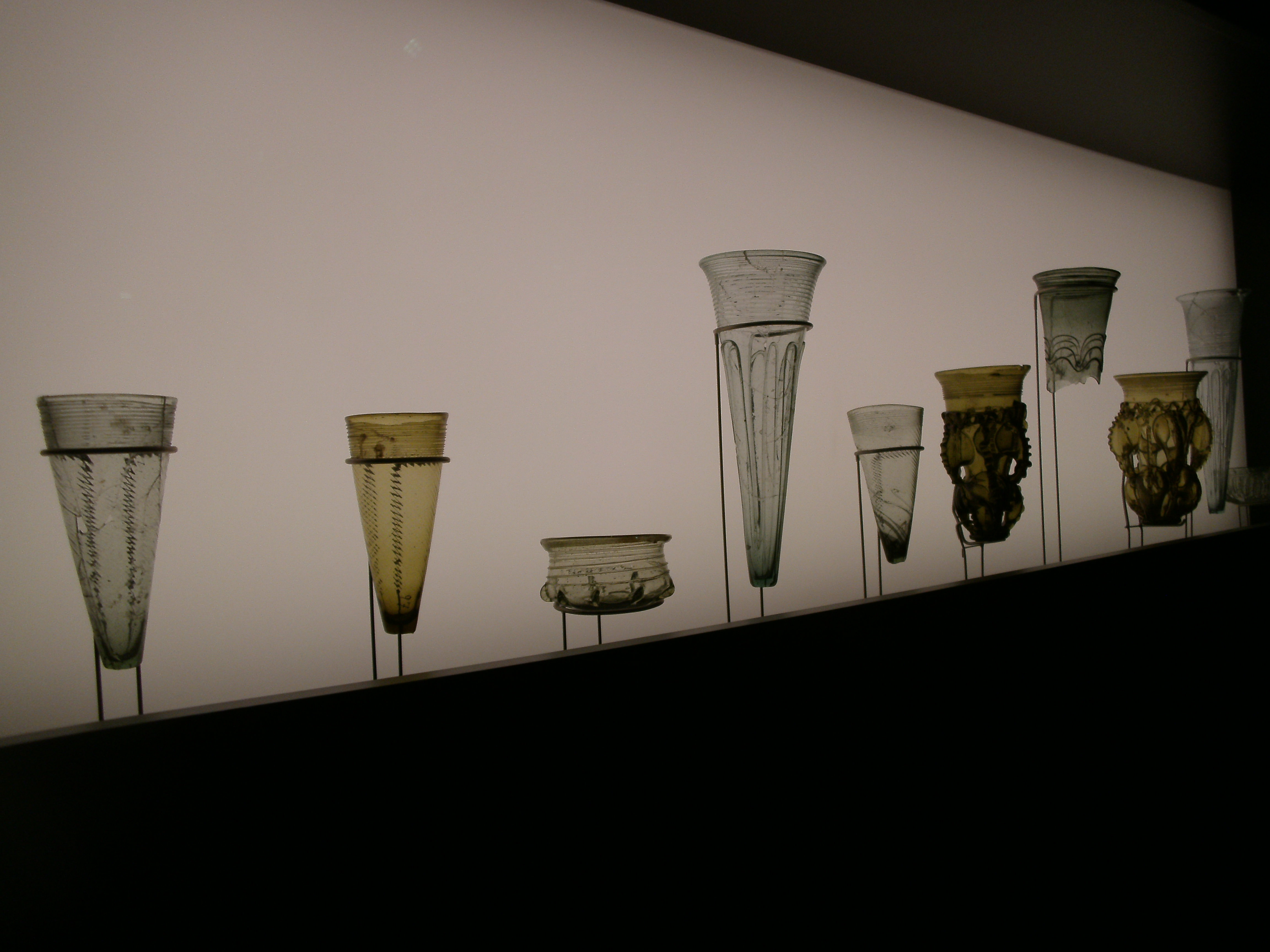
Glasfunde des Gräberfelds von Immenbeck

Das Buxtehude Museum für Regionalgeschichte und Kunst ist das Museum der Hansestadt Buxtehude.

## Geschichte
Der 1880 gegründete „Verein zur Gründung und Unterstützung einer städtischen kunsthistorischen und kunstgewerblichen Sammlung“ stellte seine Exponate zunächst auf dem Dachboden und später im Ratssaal des Rathauses an der Ecke Lange Straße und Breite Straße aus. Nachdem das Rathaus 1911 bei einem Brand zerstört worden war, stiftete der Seifenfabrikanten Julius Cäsar Kähler für die Sammlung ein eigenes Gebäude am St. Petri-Platz, das am 9. Februar 1913 als Heimatmuseum eröffnet wurde. 1992 wurde es durch einen Erweiterungsbau vergrößert und konzeptionell modernisiert. Ab 2015 wurde das Buxtehude Museum baulich saniert, erweitert und erhielt einen neuen Haupteingang. Neue Abteilungen entstanden und die Ausstellungen wurden inhaltlich sowie gestalterisch überarbeitet. Das Museum wurde 2021 wiedereröffnet. Die Abteilung „Altes Heimatmuseum“ bleibt zunächst geschlossen, da auch dieser Gebäudeteil in den kommenden Jahren saniert wird.

## Sammlung
Als Stadtmuseum von Buxtehude vereint das Museum stadtgeschichtliche Themen, Archäologie und Kunst unter einem Dach. „Typisch Buxtehude!?“ heißt es zu Beginn des Rundgangs durch das Haus und als Auftakt zur Buxtehuder Stadtgeschichte. Hier wird die oft gestellte Frage „Buxtehude - gibt’s das wirklich?“ thematisiert und ihr Hintergrund beleuchtet. Eine Mitmachstation zum Wettlauf zwischen dem Hasen und dem Igel, der sich auf der kleinen Heide bei Buxtehude zugetragen hat, lässt das Märchen lebendig werden. Im ersten Obergeschoss bietet ein interaktives Stadtmodell vertiefende Informationen zur Geschichte der Hansestadt. In einem zweiten Raum werden wirtschaftliche, politische und kulturelle Themen beleuchtet. Ein Kunstkabinett zeigt Gemälde von Johann Jacob Gensler (Der Auszug der kleinen Schützengilde von Buxtehude, 1840) und Hermann Martens aus der Buxtehuder Vergangenheit.
Seit der Wiedereröffnung im Jahr 2021 wird die neue Dauerausstellung „Das Gräberfeld von Immenbeck“ gezeigt. Zu ihr gehört eine Auswahl aus den über 13.000 archäologischen Funden des Gräberfeldes aus der Zeit des 4. bis 6. Jahrhunderts n. Chr. Mittelpunkt der Ausstellung sind die vollständig erhaltenen Glasfunde. Hervorzuheben ist ein intakter Rüsselbecher, welcher ein zentrales Ausstellungsstück der archäologischen Abteilung des Museums geworden ist.
In der Abteilung „Sakrale Kunst“ werden christliche Kunstwerke und ihre Restaurierung im Zusammenhang moderner Konzeptkunst gezeigt. Der britisch-irische Künstler Michael Craig-Martin verwandelte 1997 die Räume in ein begehbares Gemälde.